# Alle går rundt og forelsker sig (sang)
"Alle går rundt og forelsker sig" er en dansk sang lanceret i operettefilmen af samme navn fra 1941. Sangen har tekst af Børge Müller og musik af Kai Normann Andersen og blev i filmen sunget af Erling Schroeder og Lilian Ellis.

## Sangteksten
I filmen spiller Lilian Ellis Mette, en korpige ved et teater. Hun indgår et væddemål med en anden pige om, at hun kan få tre tilfældige mænd til at fri til hende. En af de udvalgte er Erik (Erling Schroeder), der er en ung håbefuld komponist i gang med at skrive en musikforestilling. Han er først meget afvisende over for Mette, der dog med list får adgang til hans hjem, hvor hun første gang hører melodien til "Alle går rundt og forelsker sig" og bliver meget betaget af den – foruden af Erik. Mette hjælper til med at få teaterchefen til at interessere sig for Eriks musik og forestilling, der nu får muligheden for at blive sat op på teateret, og Mette skal have hovedrollen. Under en prøve, hvor Erik akkompagnerer til Mette og den mandlige hovedrolle, er der almindelig tilfredshed med præstationerne, bortset fra hos Erik, der nu er blevet forelsket i Mette, samt hos Mette selv, og de to gennemfører derfor endnu en prøve, der bekræfter sangens ord i deres meget bedre præstation.
Sangen består af to vers med et A-stykke på ni og et B-stykke på ti linjer, hvor A-stykket fungerer som frie vers, mens B-stykket er omkvæd med de to første gentaget i begge vers. De to linjer af omkvædet, der gentages, er: "Alle går rundt og forelsker sig / hjerterne banker på alfarvej", hvorpå der arbejdes videre på temaet i resten af B-stykket.
Teksten er en boblende forårssang om, at unge mennesker helt naturligt præges af årstiden og ikke kan undgå at forelske sig.

## Melodi
Kai Normann Andersens melodi er holdt i en munter firdelt takt. A-stykket er todelt og gentaget med en munter og hurtig begyndelse, der derefter bremses lidt, inden den tager fat på ny og i niende linje gør klar til B-stykket (omkvædet), som generelt afvikles i et roligere tempo. I filmen er der mellem de to vers et mellemspil, hvor der opføres et danseoptrin, og til dette har Andersen skrevet nogle variationer over melodien, dels i valsetakt, dels som ledsagelse til en stepagtig del.
Melodien til "Alle går rundt og forelsker sig" er en af de 12 Andersen-sange, der kom med i kulturkanonen.

## Andre versioner
"Alle går rundt og forelsker sig" er indspillet i flere andre udgaver, bl.a. i en udgave med Birthe Kjær, Kim Sjøgren og Lars Hannibal på Dansk filmmusik på vores måde (1997),  Ann-Mette Elten på albummet Hot hot (2000) og Anders W. Berthelsen og Trine Dyrholm på albummet Danske Filmhits (2006). Desuden har Ørkenens Sønner fremført en del af sangen i et medley i deres 1997-forestilling Gå aldrig tilbage til en fuser i en for gruppen lidt ukarakteristisk, tekstmæssig loyal udgave, hvor de dog har udskiftet frasen "fra Arilds dage" med "fra Harald Nielsen".